# Polyrhachis sidnica
Polyrhachis sidnica é uma espécie de formiga do gênero Polyrhachis, pertencente à subfamília Formicinae.